# Lutz Gerresheim
Lutz Gerresheim (* 19. September 1958 in Herne; † 10. März 1980 in Bochum-Langendreer) war ein deutscher Fußballspieler.

## Karriere

### Vereine
Gerresheim begann im Alter von sechs Jahren in der Jugendabteilung von Westfalia Herne mit dem Fußballspielen und durchlief alle Altersklassen, bevor er – dem Jugendalter entwachsen – in die erste Mannschaft aufrückte.
Sein Debüt für die Profi-Mannschaft gab er am 18. September 1976 (8. Spieltag) beim 3:1-Sieg im Heimspiel gegen Bayer 04 Leverkusen in der 2. Bundesliga Nord. Seine ersten beiden Tore im Seniorenbereich erzielte er am 12. Februar 1977 (26. Spieltag) beim 8:2-Sieg im Heimspiel gegen den VfL Wolfsburg mit dem Treffer zum 6:1 in der 46. und zum 7:1 in der 70. Minute. In drei Spielzeiten für die Herner bestritt er 86 Zweitligaspiele, in den er elf Tore erzielte. Nach der „Goldbach-Pleite“ und dem finanziellen Aus der Westfalia verpflichtete ihn der Bundesligist VfL Bochum, für den er als Mittelfeldspieler fünf Punktspiele bestritt.
Sein Debüt gab er am 1. September 1979 (4. Spieltag) bei der 0:1-Niederlage im Auswärtsspiel gegen den TSV 1860 München. Sein letztes Bundesligaspiel bestritt er am 30. November 1979 (15. Spieltag) bei der 1:2-Niederlage im Auswärtsspiel gegen den 1. FC Köln mit Einwechslung für Lothar Woelk in der 89. Minute.

### Nationalmannschaft
Der hochtalentierte Offensivspieler hatte insgesamt 20 Länderspiele für die U-18-Nationalmannschaft bestritten und sieben Tore erzielt. Sein Debüt im Nationaltrikot gab er am 28. September 1976 in Nybro beim 2:2-Unentschieden gegen die Auswahl Schwedens – wie Torwart Walter Junghans, mit dem er 18 Länderspiele gemeinsam bestritt. Sein erstes Länderspieltor erzielte er im Rahmen des Prinz-Albert-Pokals in Monaco im zweiten Gruppenspiel, beim 1:1-Unentschieden gegen die Auswahl Englands. Seinen letzten Einsatz für die Auswahlmannschaft des DFB hatte er am 28. Mai 1977 – im Rahmen des UEFA-Juniorenturniers in Belgien – im Spiel um Platz 3, das mit 2:7 gegen die Auswahl der Sowjetunion verloren wurde.

## Tod
Gerresheim geriet mit seiner Freundin am 26. Januar 1980 auf der Universitätsstraße in Bochum-Querenburg aufgrund der vereisten Fahrbahn von der Straße ab und prallte mit seinem Wagen gegen einen Betonpfeiler. Beide Insassen konnten von Ersthelfern geborgen werden, allerdings wurden die Verletzten kurz darauf von einem ebenfalls von der Straße abgekommenen Fahrzeug erfasst. Gerresheim fiel ins Koma und wurde ins Knappschaftskrankenhaus im Stadtteil Langendreer gebracht. Dort starb er anderthalb Monate später an den Folgen des Unfalls im Alter von 21 Jahren.